# 奥罗德斯二世
奥罗德斯二世（波斯語：‎）是安息国王，公元前57年至公元前37年在位。奥罗德斯二世是弗拉特斯三世之子。他在公元前57年，和兄弟米特里達梯四世合伙杀死了弗拉特斯三世，成为国王。

## 家族
| 白色 |

| 藍色 |

| 綠色 |

| 黃色 |

| 紫色 |

| 紅色 |

|                                                      |                                                      |                                                      |                                                      |                                                      |                                                      |  |  |                                           |                                           |                                           |                                           |                                           |                                           |  |  |                                                 |                                                 |                                                 |                                                 |                                                 |                                                 |  |  | 安息帝國國王 薩納特魯斯                          |                                                  |                                                  |                                                  |                                                  |                                                  |  |  |                                |                                |                                |                                |                                |                                |                            |                            |                            |                            |                            |                            |  |  |  |  |  |  |  |  |  |  |  |  |  |  |
|                                                      |                                                      |                                                      |                                                      |                                                      |                                                      |  |  |                                           |                                           |                                           |                                           |                                           |                                           |  |  |                                                 |                                                 |                                                 |                                                 |                                                 |                                                 |  |  |                                                  |                                                  |                                                  |                                                  |                                                  |                                                  |  |  |                                |                                |                                |                                |                                |                                |                            |                            |                            |                            |                            |                            |  |  |  |  |  |  |  |  |  |  |  |  |  |  |
| 亞美尼亞 王國國王 提格兰二世                         | 亞美尼亞 王國國王 提格兰二世                         | 亞美尼亞 王國國王 提格兰二世                         | 亞美尼亞 王國國王 提格兰二世                         | 亞美尼亞 王國國王 提格兰二世                         | 亞美尼亞 王國國王 提格兰二世                         |  |  |                                           |                                           |                                           |                                           |                                           |                                           |  |  |                                                 |                                                 |                                                 |                                                 |                                                 |                                                 |  |  | 安息帝國 王中之王 弗拉特斯三世                   | 安息帝國 王中之王 弗拉特斯三世                   | 安息帝國 王中之王 弗拉特斯三世                   | 安息帝國 王中之王 弗拉特斯三世                   | 安息帝國 王中之王 弗拉特斯三世                   | 安息帝國 王中之王 弗拉特斯三世                   |  |  |                                |                                |                                |                                |                                |                                |                            |                            |                            |                            |                            |                            |  |  |  |  |  |  |  |  |  |  |  |  |  |  |
| 亞美尼亞 王國國王 提格兰二世                         | 亞美尼亞 王國國王 提格兰二世                         | 亞美尼亞 王國國王 提格兰二世                         | 亞美尼亞 王國國王 提格兰二世                         | 亞美尼亞 王國國王 提格兰二世                         | 亞美尼亞 王國國王 提格兰二世                         |  |  |                                           |                                           |                                           |                                           |                                           |                                           |  |  |                                                 |                                                 |                                                 |                                                 |                                                 |                                                 |  |  | 安息帝國 王中之王 弗拉特斯三世                   | 安息帝國 王中之王 弗拉特斯三世                   | 安息帝國 王中之王 弗拉特斯三世                   | 安息帝國 王中之王 弗拉特斯三世                   | 安息帝國 王中之王 弗拉特斯三世                   | 安息帝國 王中之王 弗拉特斯三世                   |  |  |                                |                                |                                |                                |                                |                                |                            |                            |                            |                            |                            |                            |  |  |  |  |  |  |  |  |  |  |  |  |  |  |
|                                                      |                                                      |                                                      |                                                      |                                                      |                                                      |  |  |                                           |                                           |                                           |                                           |                                           |                                           |  |  |                                                 |                                                 |                                                 |                                                 |                                                 |                                                 |  |  |                                                  |                                                  |                                                  |                                                  |                                                  |                                                  |  |  |                                |                                |                                |                                |                                |                                |                            |                            |                            |                            |                            |                            |  |  |  |  |  |  |  |  |  |  |  |  |  |  |
| 索菲尼 王國國王 亞美尼亞 王國王子 小提格蘭           | 索菲尼 王國國王 亞美尼亞 王國王子 小提格蘭           | 索菲尼 王國國王 亞美尼亞 王國王子 小提格蘭           | 索菲尼 王國國王 亞美尼亞 王國王子 小提格蘭           | 索菲尼 王國國王 亞美尼亞 王國王子 小提格蘭           | 索菲尼 王國國王 亞美尼亞 王國王子 小提格蘭           |  |  | 佚名公主                                  | 佚名公主                                  | 佚名公主                                  | 佚名公主                                  | 佚名公主                                  | 佚名公主                                  |  |  | 安息帝國 王中之王 米特里達梯 四世               | 安息帝國 王中之王 米特里達梯 四世               | 安息帝國 王中之王 米特里達梯 四世               | 安息帝國 王中之王 米特里達梯 四世               | 安息帝國 王中之王 米特里達梯 四世               | 安息帝國 王中之王 米特里達梯 四世               |  |  | 安息帝國 王中之王 奥罗德斯二世                   | 安息帝國 王中之王 奥罗德斯二世                   | 安息帝國 王中之王 奥罗德斯二世                   | 安息帝國 王中之王 奥罗德斯二世                   | 安息帝國 王中之王 奥罗德斯二世                   | 安息帝國 王中之王 奥罗德斯二世                   |  |  |                                |                                |                                |                                |                                |                                |                            |                            |                            |                            |                            |                            |  |  |  |  |  |  |  |  |  |  |  |  |  |  |
| 索菲尼 王國國王 亞美尼亞 王國王子 小提格蘭           | 索菲尼 王國國王 亞美尼亞 王國王子 小提格蘭           | 索菲尼 王國國王 亞美尼亞 王國王子 小提格蘭           | 索菲尼 王國國王 亞美尼亞 王國王子 小提格蘭           | 索菲尼 王國國王 亞美尼亞 王國王子 小提格蘭           | 索菲尼 王國國王 亞美尼亞 王國王子 小提格蘭           |  |  | 佚名公主                                  | 佚名公主                                  | 佚名公主                                  | 佚名公主                                  | 佚名公主                                  | 佚名公主                                  |  |  | 安息帝國 王中之王 米特里達梯 四世               | 安息帝國 王中之王 米特里達梯 四世               | 安息帝國 王中之王 米特里達梯 四世               | 安息帝國 王中之王 米特里達梯 四世               | 安息帝國 王中之王 米特里達梯 四世               | 安息帝國 王中之王 米特里達梯 四世               |  |  | 安息帝國 王中之王 奥罗德斯二世                   | 安息帝國 王中之王 奥罗德斯二世                   | 安息帝國 王中之王 奥罗德斯二世                   | 安息帝國 王中之王 奥罗德斯二世                   | 安息帝國 王中之王 奥罗德斯二世                   | 安息帝國 王中之王 奥罗德斯二世                   |  |  |                                |                                |                                |                                |                                |                                |                            |                            |                            |                            |                            |                            |  |  |  |  |  |  |  |  |  |  |  |  |  |  |
|                                                      |                                                      |                                                      |                                                      |                                                      |                                                      |  |  |                                           |                                           |                                           |                                           |                                           |                                           |  |  |                                                 |                                                 |                                                 |                                                 |                                                 |                                                 |  |  |                                                  |                                                  |                                                  |                                                  |                                                  |                                                  |  |  |                                |                                |                                |                                |                                |                                |                            |                            |                            |                            |                            |                            |  |  |  |  |  |  |  |  |  |  |  |  |  |  |
|                                                      |                                                      |                                                      |                                                      |                                                      |                                                      |  |  |                                           |                                           |                                           |                                           |                                           |                                           |  |  |                                                 |                                                 |                                                 |                                                 |                                                 |                                                 |  |  |                                                  |                                                  |                                                  |                                                  |                                                  |                                                  |  |  |                                |                                |                                |                                |                                |                                |                            |                            |                            |                            |                            |                            |  |  |  |  |  |  |  |  |  |  |  |  |  |  |
|                                                      |                                                      |                                                      |                                                      |                                                      |                                                      |  |  |                                           |                                           |                                           |                                           |                                           |                                           |  |  | 安息帝國王子 （共治者） 帕科羅斯一世            | 安息帝國王子 （共治者） 帕科羅斯一世            | 安息帝國王子 （共治者） 帕科羅斯一世            | 安息帝國王子 （共治者） 帕科羅斯一世            | 安息帝國王子 （共治者） 帕科羅斯一世            | 安息帝國王子 （共治者） 帕科羅斯一世            |  |  | 安息帝國 王中之王 弗拉特斯四世                   | 安息帝國 王中之王 弗拉特斯四世                   | 安息帝國 王中之王 弗拉特斯四世                   | 安息帝國 王中之王 弗拉特斯四世                   | 安息帝國 王中之王 弗拉特斯四世                   | 安息帝國 王中之王 弗拉特斯四世                   |  |  |                                |                                |                                |                                |                                |                                | 安息帝國 女王中之女王 穆薩 | 安息帝國 女王中之女王 穆薩 | 安息帝國 女王中之女王 穆薩 | 安息帝國 女王中之女王 穆薩 | 安息帝國 女王中之女王 穆薩 | 安息帝國 女王中之女王 穆薩 |  |  |  |  |  |  |  |  |  |  |  |  |  |  |
|                                                      |                                                      |                                                      |                                                      |                                                      |                                                      |  |  |                                           |                                           |                                           |                                           |                                           |                                           |  |  | 安息帝國王子 （共治者） 帕科羅斯一世            | 安息帝國王子 （共治者） 帕科羅斯一世            | 安息帝國王子 （共治者） 帕科羅斯一世            | 安息帝國王子 （共治者） 帕科羅斯一世            | 安息帝國王子 （共治者） 帕科羅斯一世            | 安息帝國王子 （共治者） 帕科羅斯一世            |  |  | 安息帝國 王中之王 弗拉特斯四世                   | 安息帝國 王中之王 弗拉特斯四世                   | 安息帝國 王中之王 弗拉特斯四世                   | 安息帝國 王中之王 弗拉特斯四世                   | 安息帝國 王中之王 弗拉特斯四世                   | 安息帝國 王中之王 弗拉特斯四世                   |  |  |                                |                                |                                |                                |                                |                                | 安息帝國 女王中之女王 穆薩 | 安息帝國 女王中之女王 穆薩 | 安息帝國 女王中之女王 穆薩 | 安息帝國 女王中之女王 穆薩 | 安息帝國 女王中之女王 穆薩 | 安息帝國 女王中之女王 穆薩 |  |  |  |  |  |  |  |  |  |  |  |  |  |  |
|                                                      |                                                      |                                                      |                                                      |                                                      |                                                      |  |  |                                           |                                           |                                           |                                           |                                           |                                           |  |  |                                                 |                                                 |                                                 |                                                 |                                                 |                                                 |  |  |                                                  |                                                  |                                                  |                                                  |                                                  |                                                  |  |  |                                |                                |                                |                                |                                |                                |                            |                            |                            |                            |                            |                            |  |  |  |  |  |  |  |  |  |  |  |  |  |  |
|                                                      |                                                      |                                                      |                                                      |                                                      |                                                      |  |  |                                           |                                           |                                           |                                           |                                           |                                           |  |  |                                                 |                                                 |                                                 |                                                 |                                                 |                                                 |  |  |                                                  |                                                  |                                                  |                                                  |                                                  |                                                  |  |  |                                |                                |                                |                                |                                |                                |                            |                            |                            |                            |                            |                            |  |  |  |  |  |  |  |  |  |  |  |  |  |  |
| 大益人王子                                           | 大益人王子                                           | 大益人王子                                           | 大益人王子                                           | 大益人王子                                           | 大益人王子                                           |  |  | 佚名公主                                  | 佚名公主                                  | 佚名公主                                  | 佚名公主                                  | 佚名公主                                  | 佚名公主                                  |  |  | 安息帝國王子 （爭位者） 弗拉特斯                | 安息帝國王子 （爭位者） 弗拉特斯                | 安息帝國王子 （爭位者） 弗拉特斯                | 安息帝國王子 （爭位者） 弗拉特斯                | 安息帝國王子 （爭位者） 弗拉特斯                | 安息帝國王子 （爭位者） 弗拉特斯                |  |  | 安息帝國 王中之王 亞美尼亞 王國國王 沃諾奈斯一世 | 安息帝國 王中之王 亞美尼亞 王國國王 沃諾奈斯一世 | 安息帝國 王中之王 亞美尼亞 王國國王 沃諾奈斯一世 | 安息帝國 王中之王 亞美尼亞 王國國王 沃諾奈斯一世 | 安息帝國 王中之王 亞美尼亞 王國國王 沃諾奈斯一世 | 安息帝國 王中之王 亞美尼亞 王國國王 沃諾奈斯一世 |  |  | 安息帝國 王中之王 弗拉特斯五世 | 安息帝國 王中之王 弗拉特斯五世 | 安息帝國 王中之王 弗拉特斯五世 | 安息帝國 王中之王 弗拉特斯五世 | 安息帝國 王中之王 弗拉特斯五世 | 安息帝國 王中之王 弗拉特斯五世 |                            |                            |                            |                            |                            |                            |  |  |  |  |  |  |  |  |  |  |  |  |  |  |
| 大益人王子                                           | 大益人王子                                           | 大益人王子                                           | 大益人王子                                           | 大益人王子                                           | 大益人王子                                           |  |  | 佚名公主                                  | 佚名公主                                  | 佚名公主                                  | 佚名公主                                  | 佚名公主                                  | 佚名公主                                  |  |  | 安息帝國王子 （爭位者） 弗拉特斯                | 安息帝國王子 （爭位者） 弗拉特斯                | 安息帝國王子 （爭位者） 弗拉特斯                | 安息帝國王子 （爭位者） 弗拉特斯                | 安息帝國王子 （爭位者） 弗拉特斯                | 安息帝國王子 （爭位者） 弗拉特斯                |  |  | 安息帝國 王中之王 亞美尼亞 王國國王 沃諾奈斯一世 | 安息帝國 王中之王 亞美尼亞 王國國王 沃諾奈斯一世 | 安息帝國 王中之王 亞美尼亞 王國國王 沃諾奈斯一世 | 安息帝國 王中之王 亞美尼亞 王國國王 沃諾奈斯一世 | 安息帝國 王中之王 亞美尼亞 王國國王 沃諾奈斯一世 | 安息帝國 王中之王 亞美尼亞 王國國王 沃諾奈斯一世 |  |  | 安息帝國 王中之王 弗拉特斯五世 | 安息帝國 王中之王 弗拉特斯五世 | 安息帝國 王中之王 弗拉特斯五世 | 安息帝國 王中之王 弗拉特斯五世 | 安息帝國 王中之王 弗拉特斯五世 | 安息帝國 王中之王 弗拉特斯五世 |                            |                            |                            |                            |                            |                            |  |  |  |  |  |  |  |  |  |  |  |  |  |  |
|                                                      |                                                      |                                                      |                                                      |                                                      |                                                      |  |  |                                           |                                           |                                           |                                           |                                           |                                           |  |  |                                                 |                                                 |                                                 |                                                 |                                                 |                                                 |  |  |                                                  |                                                  |                                                  |                                                  |                                                  |                                                  |  |  |                                |                                |                                |                                |                                |                                |                            |                            |                            |                            |                            |                            |  |  |  |  |  |  |  |  |  |  |  |  |  |  |
|                                                      |                                                      |                                                      |                                                      |                                                      |                                                      |  |  |                                           |                                           |                                           |                                           |                                           |                                           |  |  |                                                 |                                                 |                                                 |                                                 |                                                 |                                                 |  |  |                                                  |                                                  |                                                  |                                                  |                                                  |                                                  |  |  |                                |                                |                                |                                |                                |                                |                            |                            |                            |                            |                            |                            |  |  |  |  |  |  |  |  |  |  |  |  |  |  |
| 安息帝國 王中之王 阿特羅帕特尼 王國國王 阿尔达班二世 | 安息帝國 王中之王 阿特羅帕特尼 王國國王 阿尔达班二世 | 安息帝國 王中之王 阿特羅帕特尼 王國國王 阿尔达班二世 | 安息帝國 王中之王 阿特羅帕特尼 王國國王 阿尔达班二世 | 安息帝國 王中之王 阿特羅帕特尼 王國國王 阿尔达班二世 | 安息帝國 王中之王 阿特羅帕特尼 王國國王 阿尔达班二世 |  |  |                                           |                                           |                                           |                                           |                                           |                                           |  |  | 安息帝國國王 阿特羅帕特尼 王國國王 沃諾奈斯二世 | 安息帝國國王 阿特羅帕特尼 王國國王 沃諾奈斯二世 | 安息帝國國王 阿特羅帕特尼 王國國王 沃諾奈斯二世 | 安息帝國國王 阿特羅帕特尼 王國國王 沃諾奈斯二世 | 安息帝國國王 阿特羅帕特尼 王國國王 沃諾奈斯二世 | 安息帝國國王 阿特羅帕特尼 王國國王 沃諾奈斯二世 |  |  | 安息帝國 王中之王 （爭位者） 美赫爾達特斯        | 安息帝國 王中之王 （爭位者） 美赫爾達特斯        | 安息帝國 王中之王 （爭位者） 美赫爾達特斯        | 安息帝國 王中之王 （爭位者） 美赫爾達特斯        | 安息帝國 王中之王 （爭位者） 美赫爾達特斯        | 安息帝國 王中之王 （爭位者） 美赫爾達特斯        |  |  |                                |                                |                                |                                |                                |                                |                            |                            |                            |                            |                            |                            |  |  |  |  |  |  |  |  |  |  |  |  |  |  |
| 安息帝國 王中之王 阿特羅帕特尼 王國國王 阿尔达班二世 | 安息帝國 王中之王 阿特羅帕特尼 王國國王 阿尔达班二世 | 安息帝國 王中之王 阿特羅帕特尼 王國國王 阿尔达班二世 | 安息帝國 王中之王 阿特羅帕特尼 王國國王 阿尔达班二世 | 安息帝國 王中之王 阿特羅帕特尼 王國國王 阿尔达班二世 | 安息帝國 王中之王 阿特羅帕特尼 王國國王 阿尔达班二世 |  |  |                                           |                                           |                                           |                                           |                                           |                                           |  |  | 安息帝國國王 阿特羅帕特尼 王國國王 沃諾奈斯二世 | 安息帝國國王 阿特羅帕特尼 王國國王 沃諾奈斯二世 | 安息帝國國王 阿特羅帕特尼 王國國王 沃諾奈斯二世 | 安息帝國國王 阿特羅帕特尼 王國國王 沃諾奈斯二世 | 安息帝國國王 阿特羅帕特尼 王國國王 沃諾奈斯二世 | 安息帝國國王 阿特羅帕特尼 王國國王 沃諾奈斯二世 |  |  | 安息帝國 王中之王 （爭位者） 美赫爾達特斯        | 安息帝國 王中之王 （爭位者） 美赫爾達特斯        | 安息帝國 王中之王 （爭位者） 美赫爾達特斯        | 安息帝國 王中之王 （爭位者） 美赫爾達特斯        | 安息帝國 王中之王 （爭位者） 美赫爾達特斯        | 安息帝國 王中之王 （爭位者） 美赫爾達特斯        |  |  |                                |                                |                                |                                |                                |                                |                            |                            |                            |                            |                            |                            |  |  |  |  |  |  |  |  |  |  |  |  |  |  |
|                                                      |                                                      |                                                      |                                                      |                                                      |                                                      |  |  |                                           |                                           |                                           |                                           |                                           |                                           |  |  |                                                 |                                                 |                                                 |                                                 |                                                 |                                                 |  |  |                                                  |                                                  |                                                  |                                                  |                                                  |                                                  |  |  |                                |                                |                                |                                |                                |                                |                            |                            |                            |                            |                            |                            |  |  |  |  |  |  |  |  |  |  |  |  |  |  |
| 安息帝國 王中之王 瓦尔丹一世                         | 安息帝國 王中之王 瓦尔丹一世                         | 安息帝國 王中之王 瓦尔丹一世                         | 安息帝國 王中之王 瓦尔丹一世                         | 安息帝國 王中之王 瓦尔丹一世                         | 安息帝國 王中之王 瓦尔丹一世                         |  |  | 安息帝國 王中之王 戈塔爾澤斯 二世         | 安息帝國 王中之王 戈塔爾澤斯 二世         | 安息帝國 王中之王 戈塔爾澤斯 二世         | 安息帝國 王中之王 戈塔爾澤斯 二世         | 安息帝國 王中之王 戈塔爾澤斯 二世         | 安息帝國 王中之王 戈塔爾澤斯 二世         |  |  | 安息帝國 王中之王 沃洛吉斯一世                  | 安息帝國 王中之王 沃洛吉斯一世                  | 安息帝國 王中之王 沃洛吉斯一世                  | 安息帝國 王中之王 沃洛吉斯一世                  | 安息帝國 王中之王 沃洛吉斯一世                  | 安息帝國 王中之王 沃洛吉斯一世                  |  |  | 阿特羅帕特尼 王國國王 帕科羅斯                   | 阿特羅帕特尼 王國國王 帕科羅斯                   | 阿特羅帕特尼 王國國王 帕科羅斯                   | 阿特羅帕特尼 王國國王 帕科羅斯                   | 阿特羅帕特尼 王國國王 帕科羅斯                   | 阿特羅帕特尼 王國國王 帕科羅斯                   |  |  | 亞美尼亞 王國國王 梯里達底一世 | 亞美尼亞 王國國王 梯里達底一世 | 亞美尼亞 王國國王 梯里達底一世 | 亞美尼亞 王國國王 梯里達底一世 | 亞美尼亞 王國國王 梯里達底一世 | 亞美尼亞 王國國王 梯里達底一世 |                            |                            |                            |                            |                            |                            |  |  |  |  |  |  |  |  |  |  |  |  |  |  |
| 安息帝國 王中之王 瓦尔丹一世                         | 安息帝國 王中之王 瓦尔丹一世                         | 安息帝國 王中之王 瓦尔丹一世                         | 安息帝國 王中之王 瓦尔丹一世                         | 安息帝國 王中之王 瓦尔丹一世                         | 安息帝國 王中之王 瓦尔丹一世                         |  |  | 安息帝國 王中之王 戈塔爾澤斯 二世         | 安息帝國 王中之王 戈塔爾澤斯 二世         | 安息帝國 王中之王 戈塔爾澤斯 二世         | 安息帝國 王中之王 戈塔爾澤斯 二世         | 安息帝國 王中之王 戈塔爾澤斯 二世         | 安息帝國 王中之王 戈塔爾澤斯 二世         |  |  | 安息帝國 王中之王 沃洛吉斯一世                  | 安息帝國 王中之王 沃洛吉斯一世                  | 安息帝國 王中之王 沃洛吉斯一世                  | 安息帝國 王中之王 沃洛吉斯一世                  | 安息帝國 王中之王 沃洛吉斯一世                  | 安息帝國 王中之王 沃洛吉斯一世                  |  |  | 阿特羅帕特尼 王國國王 帕科羅斯                   | 阿特羅帕特尼 王國國王 帕科羅斯                   | 阿特羅帕特尼 王國國王 帕科羅斯                   | 阿特羅帕特尼 王國國王 帕科羅斯                   | 阿特羅帕特尼 王國國王 帕科羅斯                   | 阿特羅帕特尼 王國國王 帕科羅斯                   |  |  | 亞美尼亞 王國國王 梯里達底一世 | 亞美尼亞 王國國王 梯里達底一世 | 亞美尼亞 王國國王 梯里達底一世 | 亞美尼亞 王國國王 梯里達底一世 | 亞美尼亞 王國國王 梯里達底一世 | 亞美尼亞 王國國王 梯里達底一世 |                            |                            |                            |                            |                            |                            |  |  |  |  |  |  |  |  |  |  |  |  |  |  |
|                                                      |                                                      |                                                      |                                                      |                                                      |                                                      |  |  |                                           |                                           |                                           |                                           |                                           |                                           |  |  |                                                 |                                                 |                                                 |                                                 |                                                 |                                                 |  |  |                                                  |                                                  |                                                  |                                                  |                                                  |                                                  |  |  |                                |                                |                                |                                |                                |                                |                            |                            |                            |                            |                            |                            |  |  |  |  |  |  |  |  |  |  |  |  |  |  |
| 安息帝國 王中之王 （爭位者） 阿尔达班三世            | 安息帝國 王中之王 （爭位者） 阿尔达班三世            | 安息帝國 王中之王 （爭位者） 阿尔达班三世            | 安息帝國 王中之王 （爭位者） 阿尔达班三世            | 安息帝國 王中之王 （爭位者） 阿尔达班三世            | 安息帝國 王中之王 （爭位者） 阿尔达班三世            |  |  | 安息帝國 王中之王 （爭位者） 沃洛吉斯二世 | 安息帝國 王中之王 （爭位者） 沃洛吉斯二世 | 安息帝國 王中之王 （爭位者） 沃洛吉斯二世 | 安息帝國 王中之王 （爭位者） 沃洛吉斯二世 | 安息帝國 王中之王 （爭位者） 沃洛吉斯二世 | 安息帝國 王中之王 （爭位者） 沃洛吉斯二世 |  |  | 安息帝國 王中之王 帕科羅斯二世                  | 安息帝國 王中之王 帕科羅斯二世                  | 安息帝國 王中之王 帕科羅斯二世                  | 安息帝國 王中之王 帕科羅斯二世                  | 安息帝國 王中之王 帕科羅斯二世                  | 安息帝國 王中之王 帕科羅斯二世                  |  |  | 安息帝國 王中之王 （爭位者） 瓦尔丹二世          | 安息帝國 王中之王 （爭位者） 瓦尔丹二世          | 安息帝國 王中之王 （爭位者） 瓦尔丹二世          | 安息帝國 王中之王 （爭位者） 瓦尔丹二世          | 安息帝國 王中之王 （爭位者） 瓦尔丹二世          | 安息帝國 王中之王 （爭位者） 瓦尔丹二世          |  |  |                                |                                |                                |                                |                                |                                |                            |                            |                            |                            |                            |                            |  |  |  |  |  |  |  |  |  |  |  |  |  |  |
| 安息帝國 王中之王 （爭位者） 阿尔达班三世            | 安息帝國 王中之王 （爭位者） 阿尔达班三世            | 安息帝國 王中之王 （爭位者） 阿尔达班三世            | 安息帝國 王中之王 （爭位者） 阿尔达班三世            | 安息帝國 王中之王 （爭位者） 阿尔达班三世            | 安息帝國 王中之王 （爭位者） 阿尔达班三世            |  |  | 安息帝國 王中之王 （爭位者） 沃洛吉斯二世 | 安息帝國 王中之王 （爭位者） 沃洛吉斯二世 | 安息帝國 王中之王 （爭位者） 沃洛吉斯二世 | 安息帝國 王中之王 （爭位者） 沃洛吉斯二世 | 安息帝國 王中之王 （爭位者） 沃洛吉斯二世 | 安息帝國 王中之王 （爭位者） 沃洛吉斯二世 |  |  | 安息帝國 王中之王 帕科羅斯二世                  | 安息帝國 王中之王 帕科羅斯二世                  | 安息帝國 王中之王 帕科羅斯二世                  | 安息帝國 王中之王 帕科羅斯二世                  | 安息帝國 王中之王 帕科羅斯二世                  | 安息帝國 王中之王 帕科羅斯二世                  |  |  | 安息帝國 王中之王 （爭位者） 瓦尔丹二世          | 安息帝國 王中之王 （爭位者） 瓦尔丹二世          | 安息帝國 王中之王 （爭位者） 瓦尔丹二世          | 安息帝國 王中之王 （爭位者） 瓦尔丹二世          | 安息帝國 王中之王 （爭位者） 瓦尔丹二世          | 安息帝國 王中之王 （爭位者） 瓦尔丹二世          |  |  |                                |                                |                                |                                |                                |                                |                            |                            |                            |                            |                            |                            |  |  |  |  |  |  |  |  |  |  |  |  |  |  |
|                                                      |                                                      |                                                      |                                                      |                                                      |                                                      |  |  |                                           |                                           |                                           |                                           |                                           |                                           |  |  |                                                 |                                                 |                                                 |                                                 |                                                 |                                                 |  |  |                                                  |                                                  |                                                  |                                                  |                                                  |                                                  |  |  |                                |                                |                                |                                |                                |                                |                            |                            |                            |                            |                            |                            |  |  |  |  |  |  |  |  |  |  |  |  |  |  |
| 安息帝國 王中之王 沃洛吉斯三世                       | 安息帝國 王中之王 沃洛吉斯三世                       | 安息帝國 王中之王 沃洛吉斯三世                       | 安息帝國 王中之王 沃洛吉斯三世                       | 安息帝國 王中之王 沃洛吉斯三世                       | 安息帝國 王中之王 沃洛吉斯三世                       |  |  | 亞美尼亞 王國國王 阿克西達瑞斯            | 亞美尼亞 王國國王 阿克西達瑞斯            | 亞美尼亞 王國國王 阿克西達瑞斯            | 亞美尼亞 王國國王 阿克西達瑞斯            | 亞美尼亞 王國國王 阿克西達瑞斯            | 亞美尼亞 王國國王 阿克西達瑞斯            |  |  | 亞美尼亞 王國國王 帕爾塔馬 西里斯               | 亞美尼亞 王國國王 帕爾塔馬 西里斯               | 亞美尼亞 王國國王 帕爾塔馬 西里斯               | 亞美尼亞 王國國王 帕爾塔馬 西里斯               | 亞美尼亞 王國國王 帕爾塔馬 西里斯               | 亞美尼亞 王國國王 帕爾塔馬 西里斯               |  |  | 卡剌肯涅 王國國王 米里達梯                       | 卡剌肯涅 王國國王 米里達梯                       | 卡剌肯涅 王國國王 米里達梯                       | 卡剌肯涅 王國國王 米里達梯                       | 卡剌肯涅 王國國王 米里達梯                       | 卡剌肯涅 王國國王 米里達梯                       |  |  |                                |                                |                                |                                |                                |                                |                            |                            |                            |                            |                            |                            |  |  |  |  |  |  |  |  |  |  |  |  |  |  |